# Neonauclea rupestris
Neonauclea rupestris là một loài thực vật có hoa trong họ Thiến thảo. Loài này được Bakh.f. & Ridsdale mô tả khoa học đầu tiên năm 1989.